# Pont-de-Vaux
Pont-de-Vaux – miejscowość i gmina we Francji, w regionie Owernia-Rodan-Alpy, w departamencie Ain.

## Demografia
Według danych na styczeń 2012 roku gminę zamieszkiwało 2315 osób, a gęstość zaludnienia wynosiła 307 osób/km².